# Kisses for Kings
 Kisses for Kings es un banda de Rock Alternativo proveniente de Estados Unidos más bien de Los Ángeles, California. Liderada por el exmiembro de Mest, Se dio a conocer en el Warped Tour de 2007 y por su conexión con Hollywood Undead.
- Datos: Q18154013